# Nieuport 52
El Nieuport 52 fou un avió de combat que nasqué com a variant del Nieuport-Delage NiD 42, que va combatre en els bàndols republicà i nacional a la Guerra Civil espanyola. Va ser el primer avió metàl·lic construït a Espanya, tot i que estava fabricat sota la llicència de Nieuport.

## Història
Era un biplà, amb l'ala inferior més curta que la superior (sesquiplà), ideat per Gustave Delage, fabricat per l'empresa Nieuport-Delage i construït com a variant del model Nieuport-Delage NiD 42. Va volar, amb aquesta última denominació l'any 1927, quan va entrar en servei per les Forces Aèries Franceses. Aquell mateix any va guanyar el concurs per equipar les Forces Aèries de la República Espanyola (enfront d'altres avions com el Dewoitine D-27 i el Loring C-1), i es va fabricar, amb llicència Niueport, a la fàbrica Hispano Suiza de Guadalajara.
Es tractava d'un avió metàl·lic, ja que el fuselatge era de secció el·líptica de llarguers amb dues quadernes principals, i anells de reforç, tot plegat recobert de tires longitudinals de duralumini. L'ala inferior, també metàl·lica, quasi no feia sustentació, sinó que era un muntant de suport del tren d'aterratge i de l'ala superior. Aquesta sí que era entelada, i duia els alerons. El tren d'aterratge tenia una via de 2,10 metres d'amplada, i estava unida al fuselatge amb dos muntants en forma de N; i a l'ala superior, amb dos en forma de Y.
El motor era un Hispano Suiza 12Hb, 12 cilindres en V de 60°, de 500 CV a 2.000 RPM, de refrigeració liquida i amb un radiador Corominas. Representava tot un avançament substituir els motors més comuns en estrella (que representen molta secció frontal) per motors lineals que estilitzen el fuselatge i, per tant, representen un guany pel que fa a la velocitat. Aquest motor actuava sobre una hèlix bipala de fusta, amb un diàmetre de 2,70 metres, fet que millorava el rendiment del prototipus francès.
Tot i això, representava un bon avió per la seva època, és a dir, un avió metàl·lic, amb motor potent, i maniobrer.

## Dades tècniques
- Llargada: 7,50 metres
- Amplada: 12 metres
- Alçària: 3 metres
- Pes en buit: 1368 kilograms
- Pes a l'envol: 1837 kilograms
- Velocitat màxima: 255 km/h
- Velocitat de creuer: 210 km/h
- Sostre: 8.200 metres
- Autonomia: 400 kilòmetres
- Armament: dues metralladores Vickers de 7,7 mm al morro sincronitzades amb l'hèlix de 1.000 trets per minut.[2]

## Teatre d'operacions
El Nieuport 52, només va operar a Espanya, ja que les Forces Aèries Franceses es van decidir pel prototip Nieuport-Delage NiD-62, igualment derivat del Nieuport-Delage NiD-42. El primer avió produït a Guadalajara el va pilotar el comandant Gómez Spencer l'estiu del 1930.
El juny del 1931 es va formar una esquadra a l'aeròdrom de Getafe, que posteriorment va ser dissolta el desembre del 1931, i només va quedar el Grup 11, a Getafe, i la resta va constituir a Barcelona, el Grup 13. Aquesta va derivar a Sevilla una esquadrilla i va constituir el Grup 12. A l'octubre del 1935, es van portar dues esquadrilles a Granada, i pocs dies abans de la Guerra Civil, es van dissoldre i van passar a formar part dels grups de Getafe i Sevilla.
Al començament de la Guerra, només quedaven operatius uns 35 aparells entre els dos bàndols, la majoria al bàndol republicà (28, als grups de Barcelona i Getafe), mentre que a Sevilla hi restaven uns quants, que es van veure incrementats per tres aparells que van ser enviats des de Getafe per ignorància i uns deu més que van ser capturats.
La primera victòria del bàndol republicà la va obtenir el 20 de juny de 1936 el capità Cascón, cap del Grup 11 de Getafe, en abatre un Breguet 19 del bàndol sublevat. Mentre que al bàndol sublevat, el primer abatiment va anar a càrrec de l'”As” García Morato, perquè havia abatut un Vickers Vildebeest.
Va ser a l'agost de 1936, amb l'arribada dels Fiat C.R.32 i Heinkel He-51 per la banda dels nacionals, i per la banda dels republicans, els Dewoitine D.371, Dewoitine D.510 i Loire 46, que aquest tipus d'avió va quedar obsolet, i es va convertir en un avió d'ensenyament a l'escola de caça, i la resta va ser regalada, l'any 1937. Cap aparell no sobrevisqué la guerra civil.